# Teočak
Teočak ist eine Gemeinde im Nordosten von Bosnien und Herzegowina. Sie gehört zur Föderation Bosnien und Herzegowina und entstand durch die Abtrennung des südlichsten Teils der Verbandsgemeinde Ugljevik infolge des Dayton-Abkommens nach dem Bosnienkrieg. Die eigentliche Gemeinde Ugljevik gehört heute zur Republika Srpska.

## Geografie

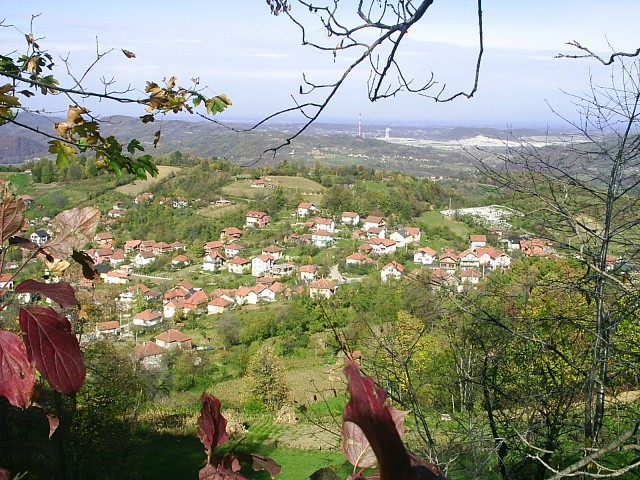
Blick auf Teočak, im Hintergrund das Kohlekraftwerk Ugljevik

Die Gemeinde befindet sich am Nordosthang des Gebirges Majevica zwischen 300 und 600 Meter über dem Meeresspiegel. Im Westen des Gemeindegebietes liegt ein großer Stausee des Flüsschens Sniježnica. Große Teile des Gemeindegebiets sind bewaldet.
Zu Teočak zählen die Ortschaften Tursunovo Brdo, Stari Teočak, Bilalići, Uzunovići, Jasenje, Ogorelica, Jasikovac, Husejnovići, Centar und Sniježnica.

## Geschichte
Durch seine erhöhte Lage mit Blick in die Ebenen von Save und Drina hatte Teočak bereits im Mittelalter strategische Bedeutung und war Standort einer Festung. Diese wurde nach der Eroberung Bosniens durch die Osmanen 1463 noch für weitere knapp 60 Jahre – bis 1521 – von den Ungarn gehalten.

## Bevölkerung
Zur Volkszählung von 1991 hatte jene Ortsteile von Ugljevik, welche heute hauptsächlich die Gemeinde Teočak bilden, 2.861 Einwohner, davon 2.831 Bosniaken. Im und nach dem Krieg siedelten sich zahlreiche bosniakische Flüchtlinge aus dem der Republika Srpska zugefallenen Teil der Gemeinde Ugljevik in Teočak an, sodass die Einwohnerzahl 2013 bei über 7.600 lag.

## Infrastruktur
Teočak ist durch eine asphaltierte Straßenverbindung mit der drei Kilometer entfernten Magistralstraße 18 (Bijeljina–Sarajevo) in der Republika Srpska verbunden.